# 大崎市立古川西小中学校
大崎市立古川西小中学校（おおさきしりつ ふるかわにししょうちゅうがっこう）は、宮城県大崎市古川にある公立の義務教育学校。義務教育学校としては市内初設置である。

## 校訓
友愛・創造

## 教育目標
共に学び 高め合い 夢に向かって未来を拓く 児童生徒の育成

## 沿革
- 2023年（令和5年）
  - 4月1日 - 古川西中学校・東大崎小学校・志田小学校・西古川小学校・高倉小学校を統合して開校[1]。
  - 4月10日 - 最初の始業式挙行。
  - 4月11日 - 第1回入学式挙行（第9期生）。
  - 4月22日 - 開校式挙行し、校旗授与。
  - 10月24日 - 第1回運動会開催。
  - 12月14日 - 開校記念集会開催。
- 2024年（令和6年）
  - 3月9日 - 第1回卒業式挙行（第1期生）。
  - 3月21日 - 6年修了を祝う会と最初の前期ブロック修了式挙行。
  - 3月22日 - 最初の修了式挙行。

## 学区
- 飯川上、飯川下、渋井、上中目、新堀、西古川駅前、耳取、柏崎、斎下、保柳、荒田目、氷室、成田、三丁目、向三丁目、大崎北、大崎中、大崎南、新田西、新田中、新田南、新田東、大西、矢目、北引田、南引田、堀込、猪狩、堤根、中沢、古川新田、柳原、北谷地[3]

## 周辺
- 渋井川
- 他は、畑が広がるほか、住宅が点在する程度。

## 出身有名人
- 成田博之 - バリトン歌手

## アクセス
学校周辺には、公共交通機関は通っていない。
- ミヤコーバス「飯川」停留所下車後、徒歩約2.2km・約35分。
- JR東日本陸羽東線塚目駅から、車で約4.1km・約8分。